# Lacey (Washington)
Lacey é uma cidade localizada no estado norte-americano de Washington, no Condado de Thurston.

## Demografia
Segundo o censo norte-americano de 2000, a sua população era de 31.226 habitantes.
Em 2006, foi estimada uma população de 35.412, um aumento de 4186 (13.4%).

## Geografia
De acordo com o United States Census Bureau tem uma área de
42,3 km², dos quais 41,3 km² cobertos por terra e 1,0 km² cobertos por água. Lacey localiza-se a aproximadamente 50 m acima do nível do mar.

## Localidades na vizinhança
O diagrama seguinte representa as localidades num raio de 16 km ao redor de Lacey.